# О’Нил, Юджин
Юджин Гла́дстон О’Ни́л (англ. Eugene Gladstone O'Neill; 16 октября 1888 — 27 ноября 1953) — американский драматург, лауреат Нобелевской премии по литературе 1936 года, лауреат Пулитцеровской премии (1920, 1922, 1928, 1957 [посмертно]).

## Биография
Родился в Нью-Йорке, в номере гостиницы на Бродвее, в семье Эллы (Квинлан) О’Нил и известного американского актёра, ирландского иммигранта Джеймса О’Нила. Учился в католической школе-интернате в Нью-Йорке, затем в школе в Нью-Лондоне, где полюбил чтение литературы.
В 1902 году поступил в интернат для протестантов и католиков в Коннектикуте. Когда в 1902 году у его матери закончились запасы морфина (пристрастие к которому у неё сформировалось ещё до рождения Юджина), она попыталась свести счёты с жизнью. После этого Юджин, будучи подростком, какое-то время предавался пьянству, но в то же время начал ходить по театрам.
Летом 1903 году утратил веру, когда внезапно отказался ходить на мессы со своим отцом и настоял, чтобы его перевели из католической школы в светскую.
В 1906 году поступил в Принстонский университет, но через год по неизвестной причине бросил учёбу.
В 1909 году женился против воли отца и отправился золотоискателем в Гондурас, затем в Англию и Аргентину, где бродяжничал, нищенствовал и злоупотреблял алкоголем, страдая от депрессии. Чуть позже поступил на работу в судоходную компанию.
В 1911 году возвратился в Нью-Йорк. Лечился от туберкулёза.
В 1912 году начал писать пьесы. Писал статьи для New London Telegraph. Развёлся с первой женой, с которой у них был сын Юджин О’Нил (младший).
В 1914 году стал посещать семинар Дж. П. Беккера по драматургии в Гарвардском университете. Через год он перестал посещать занятия, так и не окончив курс обучения. В 1910-х он подружился со многими радикалами, в том числе с одним из основателей коммунистической партии Америки Джоном Ридом. В этот же период у него завязываются отношения с женой Рида Луизой Брайант.
В середине 1916 года у писателя началось сотрудничество с театральной труппой The Provincetown Players, которая сыграла некоторые ранние пьесы О’Нила.
В 1917 году О’Нил встретил Агнес Боултон, писательницу в сфере коммерческой литературы, на которой женился в 1918 году. После женитьбы они переехали жить в дом родителей жены в Нью-Джерси. За время брака они переезжали ещё два раза, в Коннектикут и на Бермуды. У них было двое совместных детей.
С 1920 по 1923 год драматург потерял отца, мать и брата, в 1928 году развёлся со второй женой. В 1929 году женился в третий раз на актрисе Карлотте Монтрей, с которой переехал жить в центральную Францию. В начале 1930-х они вернулись в Америку, поселившись в штате Джорджия, а в 1937 году в Калифорнии, где они прожили до 1944 года. Их дом в Калифорнии в наши дни является музеем памяти Юджина О’Нила. Брак с Монтерей был не очень успешным, и они прекращали отношения несколько раз, но так и не развелись.
В 1943 году полностью утратил работоспособность из-за поражения нервной системы. Последние 10 лет жизни О’Нил ничего не писал. У него и раньше были проблемы со здоровьем, в том числе приступы депрессии, алкоголизма и туберкулёз, но под конец у него ещё начали сильно трястись руки как при болезни Паркинсона, что сделало невозможным для него писать свои произведения. Он пробовал нанимать стенографистку, чтобы надиктовывать ей свои мысли, но затем понял, что не может сочинять таким способом.
Юджин О’Нил умер в номере 401 в отеле Бостона 27 ноября 1953 года в возрасте 65 лет. Похоронен в Бостоне на кладбище Форест-Хиллз.

## Творчество
В 1916 году состоялась первая постановка пьесы О’Нила («К востоку, на Кардифф»). С 1920 года его пьесы начинают ставить на Бродвее. Его первая опубликованная пьеса «За горизонтом» (Beyond the Horizon, 1918) была очень хорошо принята публикой и удостоена Пулицеровской премии по драматургии в 1920 году.
В 1920—1943 годах создал более двадцати пьес.
Первая наиболее известная пьеса О’Нила «Император Джонс» (The Emperor Jones, 1920) поставлена на Бродвее в 1920 году и содержит высказывания по поводу оккупации Гаити американской армией.
Наиболее известные пьесы этого периода также «Анна Кристи» (Anna Christie, 1920), удостоенная Пулицеровской премии 1922; «Страсти под вязами» (Desire Under the Elms, 1925); «Странная интерлюдия» (Strange Interlude, 1928), Пулицеровская премия 1928; «Траур — участь Электры» (Mourning Becomes Electra, 1931), единственная комедия «О, пустыня!» (Ah, Wilderness!, 1933).
Он также участвовал в движении за возобновлении в театре элементов классического греческого театра и японского театра Но. В этом стиле написаны пьесы «Великий бог Браун» (The Great God Brown, 1926) и «Лазарь смеялся» (Lazarus Laughed, 1925—1925).
В 1936 году драматург был удостоен Нобелевской премии по литературе «за силу воздействия, правдивость и глубину драматических произведений, по-новому трактующих жанр трагедии».
После десятилетнего перерыва в творчестве Юджин О’Нил пишет пьесу «Разносчик льда грядёт» (The Iceman Cometh, 1939; опубл. 1940, пост. 1946). Следующая пьеса «Луна для пасынков судьбы» (A Moon for the Misbegotten, 1941—1943; пост. 1947) стала провальной, и только через пару десятков лет стала считаться одной из лучших работ О’Нила.
В период, когда он жил с Карлоттой Монтерей в Калифорнии, у Юджина О’Нила появился замысел написать цикл из 11 пьес о жизни американской семьи, начиная с 1800-х. Но только две пьесы этого цикла были написаны — «Душа поэта» (A Touch of the Poet, 1942; пост. 1958) и «Дворцы побогаче» (More Stately Mansions; пост. 1967). После того, как его болезнь начала прогрессировать, он утратил интерес к этому проекту и занялся написанием автобиографических пьес «Разносчик льда грядёт», «Долгий день уходит в ночь» (Long Day’s Journey Into Night, 1941; пост. 1956) и «Луна для пасынков судьбы». Другие неоконченные пьесы этого периода были уничтожены Карлоттой по просьбе О’Нила.
В 1956 году Карлотта опубликовала его автобиографическую пьесу «Долгий день уходит в ночь» несмотря на письменное завещание опубликовать эту пьесу только через 25 лет после его смерти. После постановки на сцене пьеса имела большой успех, а сам автор был посмертно награждён Пулицеровской премией. До нашего времени пьеса считается одной из лучших работ О’Нила.
В 2011 году пьеса «Экзорцизм» (1920), написанная по мотивам попытки суицида и считавшаяся утерянной, была найдена в частных архивах, выкуплена и хранится теперь в библиотеке Йельского университета.

## Произведения

### Пьесы
- Хлеб с маслом (Bread and Butter, 1914)
- Неволя (Servitude, 1914)
- Личное равенство (The Personal Equation, 1915)
- И вот я спрашиваю вас (Now I Ask You, 1916)
- За горизонтом (Beyond the Horizon, 1918)
- Солома (The Straw, 1919)
- Крис Кристоферсен (Chris Christophersen, 1919)
- Золото (Gold, 1920)
- Анна Кристи (Anna Christie, 1920)
- Император Джонс (The Emperor Jones, 1920)
- Не такой (Diff’rent, 1921)
- Первый человек (The First Man, 1922)
- Волосатая обезьяна («Косматая обезьяна»; The Hairy Ape, 1922)
- Фонтан (The Fountain, 1923)
- Миллионы Марко (Marco Millions, 1923-25)
- Крылья даны всем детям человеческим (All God’s Chillun Got Wings, 1924)
- Сплочённые (Welded, 1924)
- Страсти под вязами (Desire Under the Elms, 1925)
- Лазарь смеялся (Lazarus Laughed, 1925—1925)
- Великий бог Браун (The Great God Brown, 1926)
- Странная интерлюдия (Strange Interlude, 1928)
- Динамо (Dynamo, 1929)
- Траур — участь Электры (Mourning Becomes Electra, 1931)
- О, пустыня! (Ah, Wilderness!, 1933)
- Дни без конца (Days Without End, 1933)
- Разносчик льда грядёт (The Iceman Cometh, 1939; опубл. 1940, пост. 1946)
- Хьюи (Hughie, 1941; пост. 1959)
- Долгий день уходит в ночь (Long Day’s Journey Into Night, 1941; пост. 1956)
- Луна для пасынков судьбы (A Moon for the Misbegotten, 1941—1943; пост. 1947)
- Душа поэта (A Touch of the Poet, 1942; пост. 1958)
- Дворцы побогаче (More Stately Mansions; пост. 1967)
- Спокойствие Козерога (The Calms of Capricorn; опубл. 1983)

### Одноактные пьесы
- Цикл пьес о пароходе «Гленкерн»:
  - К востоку на Кардифф (Bound East for Cardiff, 1914)
  - В зоне (In The Zone, 1917)
  - Долгий путь домой (The Long Voyage Home, 1917)
  - Луна над Карибским морем (Moon of the Caribbees, 1918)
- Жена на всю жизнь (A Wife for a Life, 1913)
- Сеть (The Web, 1913)
- Жажда (Thirst, 1913)
- Неистовство (Recklessness, 1913)
- Предупреждения (Warnings, 1913)
- Туман (Fog, 1914)
- Аборт (Abortion, 1914)
- Человек кино: Комедия (The Movie Man: A Comedy, 1914)
- Снайпер (The Sniper, 1915)
- Перед завтраком (Before Breakfast, 1916)
- Иле (Ile, 1917)
- Верёвка (The Rope, 1918)
- Контузия (Shell Shock, 1918)
- Мечтательный малыш (The Dreamy Kid, 1918)
- Там, где возведён крест (Where the Cross Is Made, 1918)
- Экзорцизм (Exorcism, 1919)

### Другие произведения
- Завтра (Tomorrow), рассказ
- Последняя воля и завещание чрезвычайно выдающейся собаки (The Last Will and Testament of An Extremely Distinguished Dog), текст, написанный для Карлотты от имени их пса, далматина Блеми в декабре 1940 года за несколько дней до его смерти от старости[10].

## Интересные факты
- Юджин О’Нил — отец Уны О’Нил, в 1943 году ставшей женой режиссёра и актёра Чарльза Чаплина, и дед актрисы Джеральдины Чаплин. При этом Юджин был всего лишь на полгода старше своего зятя Чарльза.
- Известен своим предсмертным высказыванием «Я так и знал! Я так и знал! Родился в отеле и, чёрт побери, умираю в отеле».
- Отель, в котором умер Юджин О’Нил, превратили позднее в общежитие при Бостонском университете. Среди студентов ходит легенда, что в комнате, где умер писатель, сейчас обитает его дух, который бродит по общежитию.
- Почтовая служба Соединенных Штатов выпустила почтовую марку в честь Юджина О’Нила в рамках проекта «Выдающиеся американцы (1965—1978)».

### О нём
- Фридштейн Ю. Юджин О’Нил. Биобиблиографический указатель. — М., 1982.
- Коренева М. М. Творчество Юджина О’Нила и пути американской драмы. — М., 1990.